# دومینیک هر
دومینیک هر (فرانسوی: Dominique Herr‎؛ زادهٔ ۲۵ اکتبر ۱۹۶۵) بازیکن فوتبال اهل سوئیس بود.
از باشگاه‌هایی که در آن بازی کرده‌است می‌توان به باشگاه فوتبال لوزان-اسپورت، باشگاه فوتبال سیون، و باشگاه فوتبال بازل اشاره کرد.
وی همچنین در تیم ملی فوتبال سوئیس بازی کرده‌است.